# Michael Joseph Crane
Michael Joseph Crane (* 8. September 1863 in Ashland, Pennsylvania; † 26. Dezember 1928) war ein US-amerikanischer römisch-katholischer Geistlicher und Weihbischof in Philadelphia.

## Leben
Michael Joseph Crane empfing am 15. Juni 1889 das Sakrament der Priesterweihe.
Am 20. August 1921 ernannte ihn Papst Benedikt XV. zum Titularbischof von Curium und zum Weihbischof in Philadelphia. Der Erzbischof von Philadelphia, Denis Joseph Kardinal Dougherty, spendete ihm am 19. September desselben Jahres die Bischofsweihe; Mitkonsekratoren waren der Bischof von Trenton, Thomas Joseph Walsh, und der Bischof von Altoona, John Joseph McCort.